# Ceratolobus kingianus
Ceratolobus kingianus là loài thực vật có hoa thuộc họ Arecaceae. Loài này được Becc. & Hook.f. mô tả khoa học đầu tiên năm 1893.